# Demonax damalis
Demonax damalis là một loài bọ cánh cứng trong họ Cerambycidae.